# A nő
A nő (eredeti cím: Her) 2013-ban bemutatott amerikai filmdráma, sci-fi. Írta és rendezte Spike Jonze. A film fontosabb szereplői Joaquin Phoenix, Scarlett Johansson, Amy Adams, Rooney Mara és Olivia Wilde.

## Cselekmény
Theodore Twombly Los Angelesben él magányosan a közeli jövőben. Nemrég szakított barátnőjével, emiatt meglehetősen zárkózott és társaságkerülő. Számítógépére egy új operációs rendszert telepít, mely a reklámok szerint az első mesterséges intelligenciával rendelkező operációs rendszer.
A program annyira jól működik, hogy Theodore úgy érzi, ez már barátság, sőt szerelem. Egyre több időt tölt virtuális barátnőjével, aki a Samantha nevet választotta magának. Kettejük között lassan minden megvalósul, ami egy emberi párkapcsolatban megjelenhet: vidámság, nevetés, szórakozás, randizás, aggódás és féltékenység is.
Egyre több időt töltenek együtt, ami Theodore megmaradt emberi kapcsolatainak rovására megy. Ám szerelmük nem tarthat örökké, Samantha egyre többet megismer a világból és egyre kevésbé számít neki Theodore. A férfi újabb csalódást él át, mely után ismét az emberek társaságát kezdi el keresni.

## Szereplők
| Színész            | Szerep                       | Magyar hang     |
| ------------------ | ---------------------------- | --------------- |
| Joaquin Phoenix    | Theodore Twombly             | Csőre Gábor     |
| Scarlett Johansson | Samantha (hangja)            | Csondor Kata    |
| Amy Adams          | Amy                          | Ruttkay Laura   |
| Rooney Mara        | Catherine Klausen            | Zsigmond Tamara |
| Olivia Wilde       | vakrandi résztvevője         | Haumann Petra   |
| Chris Pratt        | Paul                         | Miller Zoltán   |
| Matt Letscher      | Charles                      | Takátsy Péter   |
| Luka Jones         | Mark Lewman                  |                 |
| Kristen Wiig       | Szexi cica (hangja)          |                 |
| Bill Hader         | csetelő barát (hangja)       |                 |
| Portia Doubleday   | Isabella                     | nem szólal meg  |
| Soko               | Isabella (hangja)            | Gáspár Kata     |
| Brian Cox          | Alan Watts (hangja)          | Csankó Zoltán   |
| Spike Jonze        | földönkívüli gyerek (hangja) |                 |